# Ветерен
Ветерен (на нидерландски: Wetteren) е селище в Северна Белгия, окръг Дендермонде на провинция Източна Фландрия. Населението му е около 23 200 души (2006).